# 戎攻西犬丘之战
戎攻西犬丘之战是指戎人攻灭西犬丘大骆国的戰爭。

## 背景
大骆的嫡子名成、庶子叫非子。大骆的嫡子成继承大骆，居于西犬丘（今甘肃省礼县境内）。
而庶子非子善于养马，于是周孝王便让非子至汧河与渭河一带牧马。后来马量倍增，周孝王便赐予大骆庶子爵位，封非子于秦邑（今甘肃省清水县之东北）为周朝的附庸，号曰秦嬴。

## 戎灭大骆
公元前842年，周厉王无道，引发各诸侯国反叛周王室，西戎也在此间攻灭了西犬丘的大骆一族。